# Karel Walach
Karel Walach (22. ledna 1934 v Tyře – 18. září 1990) byl významným laickým pracovníkem podzemní evangelizační a vzdělávací činnosti evangelické církve v Československu v době komunistického režimu a církevním kurátorem Slezské církve evangelické a. v.; civilním povoláním byl mistrem elektroúdržby válcoven Třineckých železáren.
Vyráběl amatérské filmy s duchovní tematikou (od r. 1959), ve svém domě vydával samizdatové tiskoviny pro vzdělávání laických pracovníků v církvi a pořádal pro ně školení. Udržoval čilé kontakty s představiteli misijních společností a jednotlivými křesťany v zahraniční (např. s představiteli Dětské misie, Eastern Europe Bible Mission, s Hermou Stipper aj.). Působil též jako dirigent církevního pěveckého sboru v Oldřichovicích v letech 1956–1990.
Byl ženat s Amálií, roz. Walkovou, s níž měl dva syny.